# Cronus Zen
Le Cronus Zen est un périphérique de jeu vidéo permettant d’utiliser divers scripts et macros sur consoles et PC. Développée et vendue par Blue Ridge Electronics, cet adaptateur prend en charge plusieurs plateformes dont la PlayStation, la Xbox et la Nintendo Switch, offrant une compatibilité avec une large gamme de manettes et de claviers.
Son utilisation est controversée dans le milieu du jeu compétitif, certains le considérant comme un outil d’accessibilité, tandis que d’autres l’associent à des formes de triche en raison de ses fonctionnalités d'assistance, telles que l’assistance à la visée et la réduction de recul.

## Historique
De multiples problématiques ont permis l'émergence de dispositif comme le Cronus Zen, ces adaptateurs de manettes ont initialement été créé pour améliorer l'accessibilité aux personnes handicapés et aussi pour tout simplement faciliter la vie des joueurs sur certains jeux pour lesquelles les manettes fournis était inadéquate ou peu ergonomique. Ces adaptateurs permettait de connecter des manettes-tiers, ou de d'autre consoles à une autre.
Pour y parvenir, ces adaptateurs se placent entre un périphérique de contrôle (manette ou clavier) et changent à la source le signal envoyé pour ensuite le remodeler selon les besoins de l'utilisateur, il est ensuite retransformer pour imiter le signal source. Cette modification à la source permet à l'adaptateur d'être indétectable à tout logiciels anti-triche, car la modification se fait en dehors de la console. Cette particularité a de nombreuses fois été exploité par le passé, et les manettes dites modes « turbo » ou « macro » sont désormais systématiquement bannis de la plupart des compétitions.

## Spécificités
Avant de s'appeler le Cronus Zen, cet adaptateur fut d'abord vendue en 2013 sous le nom de CronusMax sous la forme d'une clé USB sur laquelle on pouvait brancher une manette, cette dernière disposait également d'un Bluetooth compatible avec les manettes sans fil PlayStation 4 et d'un petit écran permettant de changer de « game packs ». Il était également possible de la connecter sur un ordinateur pour se procurer de nouveau « game packs » mais aussi de les paramétrer manuellement si besoin.
Le CronusMAX fut remplacé en 2020 par le Cronus Zen. Comme son prédécesseur, ce dernier avait un port pour les manettes et une fonctionnalité Bluetooth, sa nouveauté réside dans les deux nouveaux ports USB-C qui permettent de connecter un clavier et une souris. Les joueurs consoles pouvant jouer sur PC avec leurs manettes et les joueurs PC pouvant désormais jouer sur console avec leur clavier et souris.

## Controverses
Contrairement au CronusMAX dont le marketing restait plus discret dans la communication vis-à-vis de l'usage de ses appareils pour tricher sur des jeux compétitifs en ligne, le Cronus Zen fut vendu avec des arguments commerciaux controversés écrits directement sur la boîte, « Quick Scope », « Drop Shot », « COD Target Assist », « Sniper Hold Breath » ou encore « FORTNITE Aim Abuse » le tout couronner par le logo de la marque et son nouveau slogan « Console Gaming Without Limits ». Ces mentions furent plus tard effacées de la boîte.
Loin de juste faciliter l'interconnexion des périphériques entre eux, le Cronus Zen est désormais principalement vendues comme un outil de triche.
Rapidement la triche à travers ces adaptateurs fut bannis sur certains jeux par Epic games comme Fortnite et Rocket League et leur utilisation entraîne désormais une suspension de compte permanente,. De nombreux témoignages sur les forums comme Reddit et sur YouTube fleurissent pour avertir les joueurs mais aussi les développeurs, de la triche à travers les adaptateur Cronus Zen mais aussi d'autres concurrent similaire comme XIM et CROSSGAME.